# Pieszcz
Pieszcz (niem.: Peest) – wieś w Polsce położona w województwie zachodniopomorskim, w powiecie sławieńskim, w gminie Postomino. W 2020 liczba mieszkańców wynosiła około 700 osób.
Przed II wojną światową wieś słynęła z liczby owiec, które znajdowały się w niej. Było ich ponad tysiąc.
W latach 1975–1998 miejscowość administracyjnie należała do województwa słupskiego.

## Historia
Pierwsza wzmianka o Pieszczu – starej osadzie słowiańskiej pochodzi z 1335 r. Wieś była dobrem szlacheckim, przez ponad 500 lat należącym do Belowów. W 1780 r. tutejszy majątek podzielono na dwie części – jedną objęli von Krockowie, drugą przejęła rodzina von Bominów (później von Deike). W 1913 r. funkcjonowała szkoła, w której uczyło dwóch nauczycieli. Do II wojny światowej w Pieszczu działał młyn wodny zbożowy, trak, cegielnia, piec do wypalania wapna, karczma i gorzelnia. Miejscowość słynęła z hodowli owiec, których w pewnym okresie hodowano tu ponad 1000 szt. Po II wojnie światowej majątki w Pieszczu przejęły jednostki aprowizacyjne wojskowe Armii Czerwonej. Ostatni niemieccy mieszkańcy Pieszcza opuścili wieś dopiero w 1958 r. Na bazie obu majątków utworzono rolniczą spółdzielnię produkcyjną, specjalizującą się w hodowli trzody chlewnej i bydła. Spółdzielnia przestała istnieć w roku 1991. W 1996 r. w Pieszczu wybudowano nową szkołę podstawową.

## Zabytki
Obiekty zabytkowe wpisane do rejestru państwowego:
- kościół ewangelicki, obecnie rzymskokatolicki, filialny, pw. Podwyższenia Krzyża Świętego, z wieżą z XV w., rozbudowany w XVII i XVIII w[5].
- kuźnia folwarczna, z XIX w.

Pozostałe obiekty o charakterze historycznym (nie wpisane do rejestru zabytków):
- pałac w formie zamku obronnego, obiekt zniszczony na przełomie lat 1980/90,
- dwór z połowy XIX w., neogotycki, piętrowy,
- park dworski z poł. XIX w.

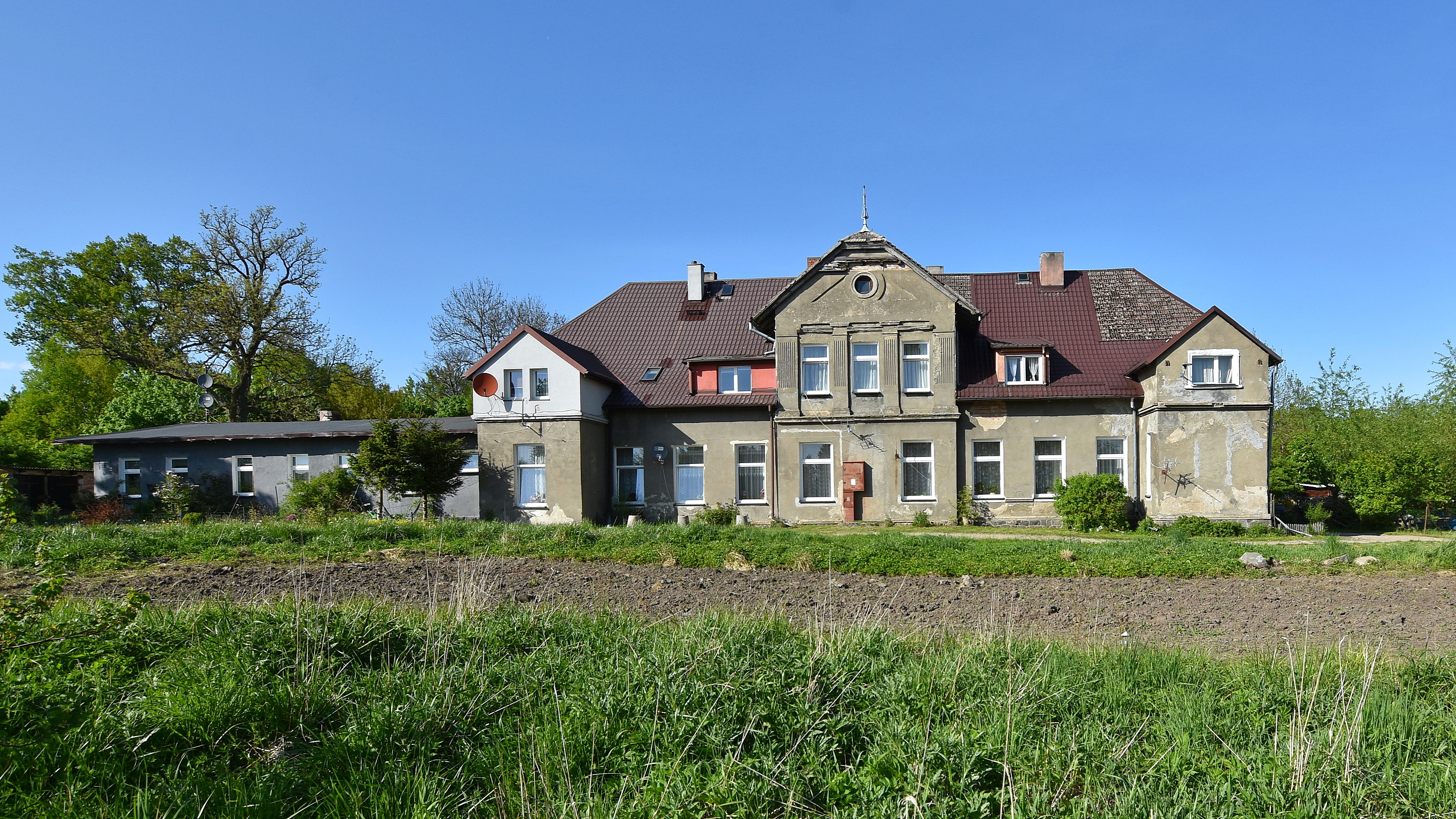
Dwór
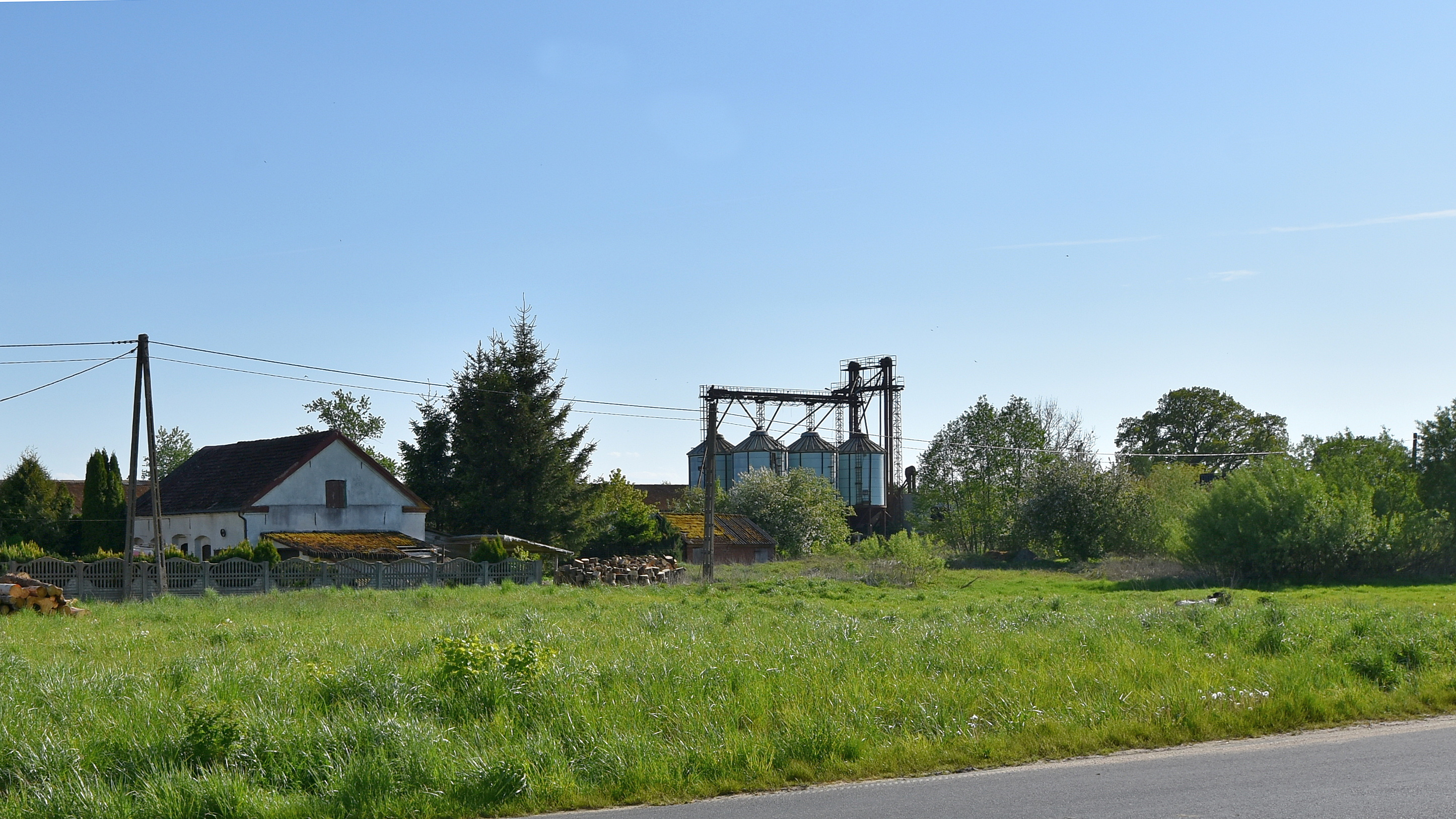